# Lions (rugby à XV)
Pour les articles homonymes, voir Lions.
Maillots
Actualités
Dernière mise à jour : 22 septembre 2024.
Les Lions sont une franchise de rugby à XV d'Afrique du Sud basée à Johannesbourg. Elle ne doit pas être confondue avec la province des Golden Lions qui concourt en Currie Cup et lui fournit l'essentiel de ses joueurs. Elle joue tous ses matches à l'Ellis Park et dépend du comité régional du Gauteng (Golden Lions Rugby Union).
D'abord connue sous le nom de « Golden Lions », puis de « Cats », la franchise prend le nom de « Lions » en 2006. Ses mauvaises performances lui font perdre sa place au profit des Southern Kings pour l'édition 2013 du Super Rugby. L'équipe retrouve sa place en Super Rugby pour l'édition suivante en 2014 grâce à sa victoire en barrage de relégation sur les Southern Kings, équipe sud africaine la moins bien classée en Super Rugby.
De 2016 à 2018, les Lions s'inclinent trois fois consécutivement en finale du Super Rugby face aux Hurricanes en 2016 puis à deux reprises face aux Crusaders.

## Histoire
Jusqu'en 1997, l'Afrique du Sud est représentée par ses provinces lors du Super 12. Le Transvaal prend alors part à l'édition 1996, puis à celle de 1997 sous le nom de« Gauteng Lions ». À partir de 1998, l'Afrique du Sud, comme la Nouvelle-Zélande et l'Australie, met en place des franchises regroupant plusieurs provinces. La franchise des « Golden Lions » (1998), rebaptisée « Cats » ou « Golden Cats » (1999-2005) est composée des joueurs du Transvaal, des Free State Cheetahs, des Griffons, des Griquas, des Leopards et des Pumas. En 2006, les Central Cheetahs sont acceptés comme cinquième franchise sud-africaine et les Cats sont alors composés de joueurs des provinces des Golden Lions, des Leopards et des Pumas. Les Cats deviennent les « Lions » pour la saison 2007.
Sportivement, la franchise n'a atteint les phases finales qu'à deux reprises (2000 et 2001), connaissant ensuite 11 saisons consécutives terminées à l'une des trois dernières places du classement, dont cinq lanternes rouges. Les Lions sont menacés une première fois de perdre leur place en 2006 au profit des Southern Spears, franchise basée à Port Elizabeth, qui avaient demandé à la justice, et obtenu, de prendre leur place. Mais les Spears connaissent des problèmes financiers et les Lions sauvent leur place en Super Rugby.
En 2012, la franchise est de nouveau menacée. En effet, l'Afrique du Sud ne disposant que de cinq places dans le Super Rugby, n'obtient pas des Australiens et des Néo-Zélandais le droit d'inscrire une sixième franchise. La fédération sud-africaine (SARU) décide alors, par un vote en août 2012, de remplacer les Lions qui connaissent des problèmes financiers et des résultats sportifs extrêmement médiocres (avant-derniers en 2011, derniers en 2012) par les Southern Kings, franchise du sud ayant pris la suite des Southern Spears. Les 27 juillet et 3 août 2013, un barrage opposera les Lions à la moins bien classée des cinq autres franchises sud-africaines pour décider du dernier ticket attribué pour la saison 2014. Afin de s'y préparer, l'équipe jouera une série de 16 matches entre janvier et juillet 2013 appelée « 2013 Lions Challenge Series ».

## Palmarès
- Super Rugby :
  - Finaliste (3) : 2016, 2017, 2018

### Effectif 2024-2025
| Nom                  | Date de naissance | Nationalité sportive | Sélection  | Club provincial | Club précédent                  | Arrivée au club |
| Talonneurs           | Talonneurs        | Talonneurs           | Talonneurs | Talonneurs      | Talonneurs                      | Talonneurs      |
| -------------------- | ----------------- | -------------------- | ---------- | --------------- | ------------------------------- | --------------- |
| PJ Botha             | 20 janvier 1998   | Afrique du Sud       | -          | Golden Lions    | Débuts au club                  | 2019            |
| Morné Brandon        | 25 novembre 2000  | Afrique du Sud       | -          | Golden Lions    | Débuts au club                  | 2021            |
| Jacque-Louis du Toit | 23 avril 2001     | Afrique du Sud       | -          | Golden Lions    | Débuts au club                  | 2023            |
| Franco Marais        | 23 septembre 1992 | Afrique du Sud       | -          | Golden Lions    | NTT-Docomo Red Hurricanes Osaka | 2024            |
| Jacobus Visagie      | 8 juillet 1992    | Afrique du Sud       | -          | Golden Lions    | Stade toulousain                | 2020            |
| Piliers              |                   |                      |            |                 |                                 |                 |
| SJ Kotze             | 2 janvier 2003    | Afrique du Sud       | -          | Golden Lions    | Débuts au club                  | 2024            |
| Morgan Naudé         | 11 août 1998      | Afrique du Sud       | -          | Golden Lions    | Débuts au club                  | 2022            |
| Asenathi Ntlabakanye | 15 avril 1999     | Afrique du Sud       | 2 (0)      | Golden Lions    | Débuts au club                  | 2020            |
| Heiko Pohlmann       | 16 janvier 2002   | Afrique du Sud       | -          | Golden Lions    | Débuts au club                  | 2024            |
| Juan Schoeman        | 18 septembre 1991 | Afrique du Sud       | -          | Golden Lions    | Bath Rugby                      | 2024            |
| RF Schoeman          | 14 août 2003      | Afrique du Sud       | -          | Golden Lions    | Débuts au club                  | 2024            |
| Conraad van Vuuren   | 4 septembre 1995  | Afrique du Sud       | -          | Golden Lions    | Cheetahs                        | 2023            |
| Deuxièmes ligne      |                   |                      |            |                 |                                 |                 |
| Ruan Delport         | 3 juillet 2002    | Afrique du Sud       | -          | Golden Lions    | Débuts au club                  | 2023            |
| Darrien Landsberg    | 26 juillet 1998   | Zimbabwe             | -          | Golden Lions    | Pumas                           | 2022            |
| Etienne Oosthuizen   | 22 décembre 1992  | Afrique du Sud       | -          | Golden Lions    | Lyon OU                         | 2023            |
| Reinhard Nothnagel   | 25 septembre 1997 | Afrique du Sud       | -          | Golden Lions    | Débuts au club                  | 2019            |
| Raynard Roets        | 9 avril 2001      | Afrique du Sud       | -          | Golden Lions    | Bulls                           | 2023            |
| Ruben Schoeman       | 14 mars 1996      | Afrique du Sud       | -          | Golden Lions    | Débuts au club                  | 2020            |
| Ruan Venter          | 29 novembre 2002  | Afrique du Sud       | 1 (0)      | Golden Lions    | Débuts au club                  | 2022            |
| Troisièmes ligne     |                   |                      |            |                 |                                 |                 |
| Jarod Cairns         | 18 mai 2001       | Afrique du Sud       | -          | Golden Lions    | Débuts au club                  | 2022            |
| Renzo du Plessis     | 12 juillet 2002   | Afrique du Sud       | -          | Golden Lions    | Débuts au club                  | 2024            |
| Izan Esterhuizen     | 8 mai 2001        | Afrique du Sud       | -          | Golden Lions    | Débuts au club                  | 2023            |
| Francke Horn         | 24 mai 1999       | Afrique du Sud       | -          | Golden Lions    | Débuts au club                  | 2020            |
| JC Pretorius         | 29 janvier 1998   | Afrique du Sud       | -          | Golden Lions    | Débuts au club                  | 2023            |
| Sibabalo Qoma        | 17 février 1997   | Afrique du Sud       | -          | Golden Lions    | Cheetahs                        | 2024            |
| WJ Steenkamp         | 28 septembre 2000 | Afrique du Sud       | -          | Blue Bulls      | Bulls                           | 2024            |
| Ruhan Straeuli       | 4 novembre 1998   | Afrique du Sud       | -          | Golden Lions    | Débuts au club                  | 2021            |
| Demis de mêlée       |                   |                      |            |                 |                                 |                 |
| Layton Horn          | 21 mai 2003       | Afrique du Sud       | -          | Golden Lions    | Débuts au club                  | 2025            |
| Nico Steyn           | 12 avril 2002     | Afrique du Sud       | -          | Golden Lions    | Débuts au club                  | 2022            |
| Morné van den Berg   | 24 octobre 1997   | Afrique du Sud       | 3 (0)      | Golden Lions    | Débuts au club                  | 2020            |
| Demis d'ouverture    |                   |                      |            |                 |                                 |                 |
| Sam Francis          | 14 mars 2003      | Afrique du Sud       | -          | Golden Lions    | Débuts au club                  | 2024            |
| Gianni Lombard       | 22 janvier 1998   | Afrique du Sud       | -          | Golden Lions    | Red Hurricanes                  | 2022            |
| Kade Wolhuter        | 28 juin 2001      | Afrique du Sud       | -          | Golden Lions    | Stormers                        | 2023            |
| Centres              |                   |                      |            |                 |                                 |                 |
| Erich Cronjé         | 1er janvier 1997  | Afrique du Sud       | -          | -               | Zebre Parma                     | 2023            |
| Zander du Plessis    | 8 avril 2000      | Afrique du Sud       | -          | Golden Lions    | Débuts au club                  | 2022            |
| Rynhardt Jonker      | 18 avril 2000     | Afrique du Sud       | -          | Golden Lions    | Sharks                          | 2022            |
| Marius Louw          | 24 octobre 1995   | Afrique du Sud       | -          | Golden Lions    | Sharks                          | 2022            |
| Mannie Rass          | 19 avril 1998     | Afrique du Sud       | -          | Golden Lions    | Débuts au club                  | 2020            |
| Henco van Wyk        | 7 mai 2001        | Afrique du Sud       | -          | Golden Lions    | Débuts au club                  | 2022            |
| Ailiers              |                   |                      |            |                 |                                 |                 |
| Boldwin Hansen       | 26 mars 2001      | Afrique du Sud       | -          | Golden Lions    | Débuts au club                  | 2023            |
| Richard Kriel        | 7 juillet 2000    | Afrique du Sud       | -          | -               | Zebre Parma                     | 2023            |
| Rabz Maxwane         | 14 août 1995      | Afrique du Sud       | -          | Golden Lions    | Cheetahs                        | 2020            |
| Edwill van der Merwe | 12 avril 1996     | Afrique du Sud       | 4 (25)     | Golden Lions    | Stormers                        | 2021            |
| Arrières             |                   |                      |            |                 |                                 |                 |
| Quan Horn            | 27 juin 2001      | Afrique du Sud       | 1 (5)      | Golden Lions    | Débuts au club                  | 2022            |
| Tapiwa Mafura        | 11 avril 1996     | Zimbabwe             |            | Golden Lions    | Cheetahs                        | 2024            |

## Joueurs emblématiques
- Carlos Spencer
- Enrico Januarie
- Joe van Niekerk
- Juan Smith
- Gurthrö Steenkamp
- Elton Jantjies
- Malcolm Marx

## Équipes de Currie Cup
- Golden Lions à Johannesbourg
- Falcons à Kempton Park
- Pumas à Nelspruit
- Leopard à Potchefstroom